# Alois Wosnitza
Alois Wosnitza (Gleiwitz, 17 de novembro de 1914 — Schweinfurt, 13 de dezembro de 1982) foi um piloto alemão da Luftwaffe durante a Segunda Guerra Mundial. Voou 1217 missões de combate, nas quais abateu 2 aeronaves inimigas e 104 tanques inimigos. Foi condecorado com a Cruz de Cavaleiro da Cruz de Ferro no dia 26 de Março de 1944.